# Pentiúrino
Pentiúrino (en rus: Пентюрино) és un poble del krai de Perm, a Rússia, que en el cens del 2010 tenia 145 habitants.